# Aeropuerto de Bhuntar
El Aeropuerto de Bhuntar, también conocido como Aeropuerto de Kullu Manali o Aeropuerto de Kullu, (IATA: KUU, OACI: VIBR) es un aeropuerto ubicado en Bhuntar, en el estado de Himachal Pradesh.
Este aeropuerto supone un duro reto para cualquier piloto. Una única pista, enclavada en un profundo valle cuyos picos se encuentran a miles de pies de altura con respecto al aeropuerto. La población de Bhuntar es un importante centro comercial y nexo de unión al valle de Kullu, un valle sagrado con una importante historia mitológica, incluyendo el Manu, (versión hindú de Noé) de quien se dice que tocó tierra no muy lejos de este punto. Él es el fundador de la civilización y este valle es comúnmente conocido como el "valle de los dioses", donde estarían las divinidades hindúes, quienes habrían establecido un concilio democrático en la región para gobernar a la sociedad. También, este valle alberga la casa de Manikaran, pueblo sagrado de medicación a Shiva, y su consorte Parvati. También el Gurú Nanak, fundador de la religión Sikh,inició su trabajo en este valle.

## Aerolíneas y destinos
| Aerolíneas   | Destinos                            |
| ------------ | ----------------------------------- |
| Alliance Air | Amritsar, Chandigarh, Delhi, Shimla |

## Estadísticas
Ver fuente y consulta Wikidata.